# Vítězslav Novák

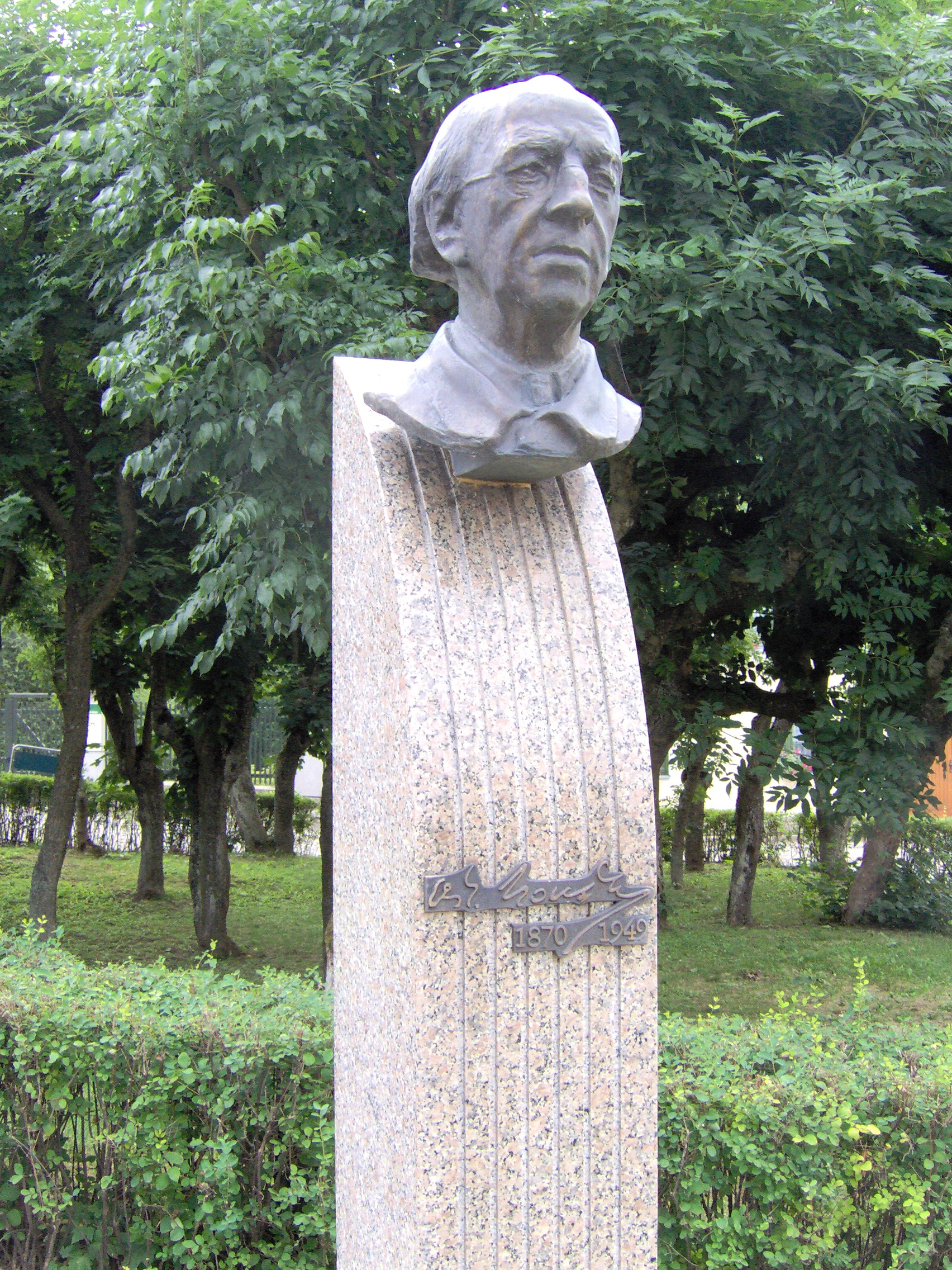
Vítězslav Novák

Vítězslav Novák (Kamenice nad Lipou, Bohemia, 5 de diciembre de 1870 - Skuteč, 18 de julio de 1949) fue un compositor posromántico checo.
Novák nació al sur de Bohemia, donde bien pronto se inició en el piano y la composición. Con 19 años se trasladó a Praga para estudiar Derecho y Filosofía, y también siguió los estudios de música al conservatorio de la ciudad, donde entre los diferentes profesores tuvo a Antonín Dvořák.
Al cabo de unos años nació en Novák el interés por la música popular; en paralelo se inició en el campo de la docencia, primero como profesor y años más tarde logró el cargo de director del conservatorio. Al inicio de la década de 1890, Novák empezó por interesarse en influencias distintas a Wagner y Brahms, tan en voga en aquel momento entre sus contemporáneos. Las influencias de la música popular de Moravia y Eslovaquia, que tanto le influenciaban, resultaban decadentes en Praga.
El nacimiento de la nueva república en 1918 conllevó una ola de composiciones patrióticas, dedicadas al "Presidente-Liberador" Tomáš Garrigue Masaryk y la Legión checoslovaca.  Estos impulsos democráticos llevaron a un marcado conservadurismo en el estilo, de manera que desapareció el liderazgo artístico de los años 1900-1916. Las otras dos óperas que compuso, Lucerna (La linterna, 1923, basada en Jirásek), y Dědův odkaz (El legado del abuelo, 1926, basado en Heyduk) encontraron en líneas generales una crítica negativa, a pesar de la valía compositiva de la primera; ellas indujeron una amargura extrema hacia las fuerzas culturales que se opusieron a él, llevándole a lo reaccionario.
En 1928, con 58 años, recibió el título de doctor honoris causa por la Universidad de Bratislava y fue miembro de varias academias musicales europeas.
Su música presenta una voluntad de transmisión de la tradición y a la vez también presenta un fuerte componente de patriotismo y de aspiración de la liberación nacional de Eslovaquia de la dominación húngara. Después del periodo que lleva hasta la Primera Guerra Mundial, la renovación de la música checa que supuso la irrupción al mundo de la música de Leoš Janáček, y las tendencias que venían de Viena y Francia, dejaron a la música de Novák en una situación casi retrógrada, lo que le obligó a dedicarse más a la enseñanza que a la composición.
En la última etapa de su producción, sin embargo, sus composiciones adquirieron de nuevo un tono patriótico y exaltado. El conocimiento de varias lenguas, así como su don de hombre cultivado y amante de la literatura, hacen que casi todas sus obras escénicas y vocales tengan un referente literario de primer orden correspondiente a los mejores escritores de la época.